# Cognassier du Japon
Chaenomeles japonica
Espèce
Classification APG III (2009)
Le Cognassier du Japon (Chaenomeles japonica) est une espèce de plantes à fleurs de la famille des Rosacées. C'est un arbuste croissant à l'état sauvage au Japon.
En Europe (comme dans de nombreuses régions d'Asie et d'Amérique), il est utilisé comme arbuste ornemental donnant entre février et avril une magnifique floraison rouge vif ou rose selon les variétés. Dans les Pays Baltes, il est cultivé pour ses fruits.
En horticulture, le terme de « cognassier du Japon » a un usage plus large que la seule espèce Chaenomeles japonica (et ses cultivars) puisqu'il peut désigner l'espèce chinoise Chaenomeles speciosa et les divers hybrides entre les trois Chaenomeles japonica, speciosa et cathayensis. Les termes de « Cognassiers à fleurs » ou « Cognassier ornemental » sont aussi utilisés pour ces cultivars.

## Étymologie et histoire
Chaenomeles vient du grec χαίνειν khaïneïn, «se fendre », et μηλέα mêlea, « pommier ». Le descripteur attesté de l'espèce Chaenomeles japonica, le botaniste britannique, John Lindley, croyait que le fruit éclatait en cinq divisions, sur la foi de la première description donnée en langue occidentale par Carl Peter Thunberg, en 1784. Mais ce phénomène n'arrive que très rarement.
En japonais, cette plante se dit kusa-boke (草木瓜).
Le médecin botaniste suédois Carl Peter Thunberg, lors de son séjour au Japon, vit un C. japonica qu'il décrivit comme un genre de poirier et dénomma en conséquence Pyrus japonica (1784). L'espèce fut ensuite rattachée en 1807 par Persoon au genre Cydonia (des cognassiers) et nommée Cydonia japonica (Thunb.) Pers. Finalement en 1822, John Lindley établit le genre Chaenomeles en le distinguant principalement du genre Cydonia par les caractéristiques de son fruit.
Les plantes du genre Chaenomeles Lindley font partie de la sous-famille des Maloideae, en compagnie des cognassiers (Cydonia), des Docynia, des pommiers (Malus) et des poiriers (Pyrus). Le nom vernaculaire, « Cognassier du Japon », provient de l'ancienne dénomination scientifique Cydonia japonica (Thunb.) Pers., en raison d'une certaine confusion taxonomique qui régna jusqu'aux années 1990 dans le domaine. À la suite des études morphologiques et moléculaires des dernières décennies, la séparation du genre Chaenomeles et du genre Cydonia est maintenant bien établie. Outre Chaenomeles japonica, trois autres Chaenomeles sont reconnus : Chaenomeles cathayensis (Hemsl.) Schneider, Chaenomeles speciosa (Sweet) Nakai et Chaenomeles thibetica Yü, toutes des plantes du domaine chinois, dont les noms vernaculaires dans leurs régions d'origine n'ont pas été adoptés à l'extérieur  et qui sont donc encore dénommées, à défaut de mieux, des « cognassiers ». Par contre, le coing, fruit du cognassier Cydonia oblonga, originaire du Caucase et de l'Iran, était connu dans la Grèce antique, comme l'atteste son nom vernaculaire qui dérive via le latin cotoneum, du grec κυδώνια [μη̃λα ou μα̃λα] kydonia (mela) « pomme de Kydonia » soit pomme de La Canée, ville de Crète. Comme c'est souvent le cas, la langue commune est très conservatrice et ne suit pas tous les incessants réajustements de la taxonomie.

## Description

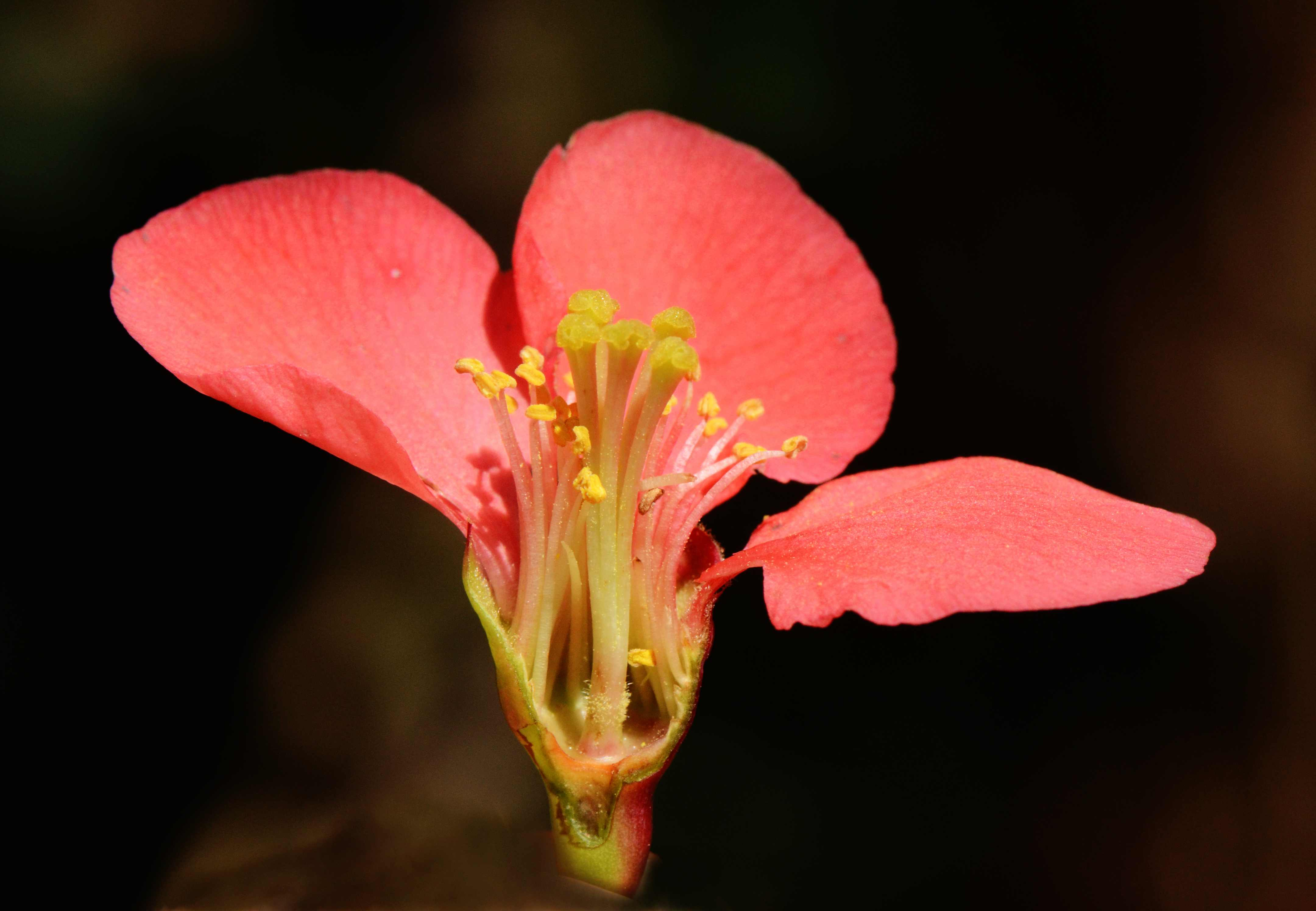
Section d'une fleur d'un cultivar de Chaenomeles : ovaire infère, 5 styles soudés sur 1/3, 2 cycles d'étamines, 5 pétales roses, le réceptacle floral fusionné avec la base des 5 sépales soudés forme une urne campanulée (hypanthe) contenant l'ovaire

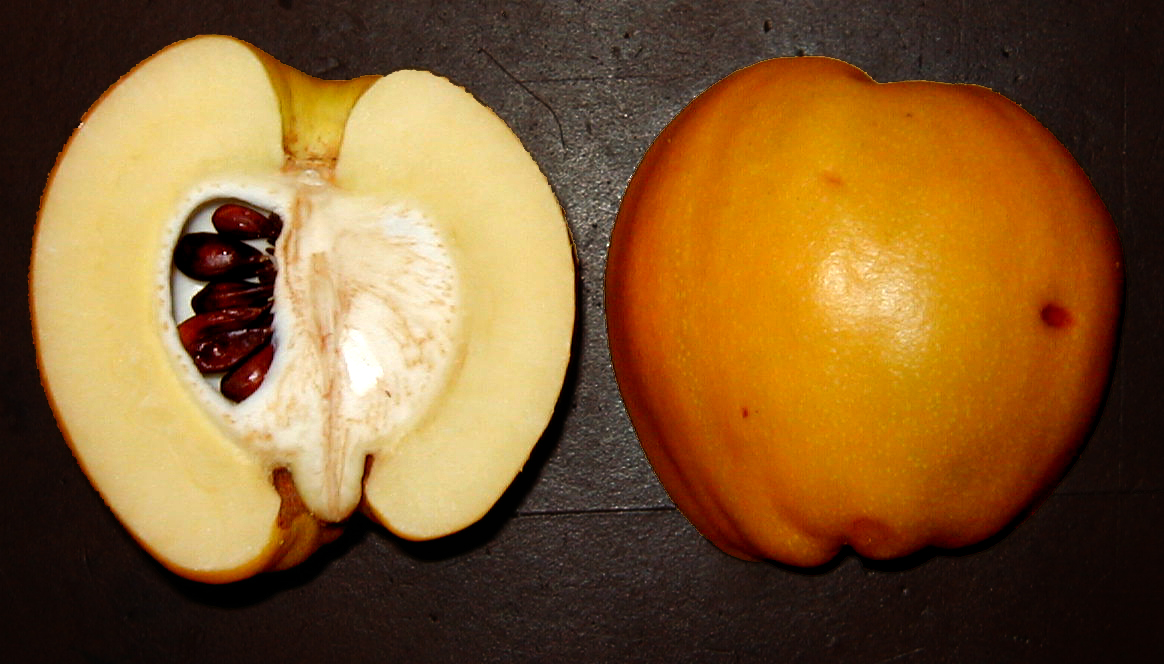
Fruit du cognassier du Japon

### Forme sauvage du Japon
Le cognassier du Japon est un arbrisseau de 1 à 1,20 mètre à l'état sauvage, formant un buisson très enchevêtré, armé de longues épines effilées.
Les feuilles caduques, d'un vert brillant, obovales à spatulées, de 3-5 × 2-3 cm, à marge crénelée, sont portées par un pétiole d'environ 5 mm.
Les fleurs apparaissent au tout début de l'apparition des feuilles soit de février à avril suivant les années et les régions. Elles sont groupées par 2 à 5 en fascicules sur les rameaux de l'année précédente, émergeant directement du bois au niveau des nœuds. Les fleurs de 2,5 à 4 cm de diamètre sont portées par un pédoncule très court voire absent. L'hypanthe est campanulé. Les 5 pétales obovales d'un rouge écarlate ou rose, entourent 40 à 60 étamines libres, distribuées sur deux verticilles. Le pistil consiste en 5 styles soudés à la base, un peu plus longs que les étamines. Toutefois, presque tous les pieds ont des fleurs « imparfaites », avec des pistils avortés et stériles. Chaenomeles japonica est une espèce fortement auto-incompatible(ou auto-stérile), c'est-à-dire que la fécondation nécessite une fécondation croisée impliquant des gamètes d'individus différents.
La pollinisation entomogame s'effectue essentiellement par des abeilles domestiques, des abeilles solitaires (osmia…) et des bourdons, attirés par des fleurs rouges riches en nectar.
Le « faux-fruit » pommacé, de 3 à 4 cm de diamètre, est jaune ou vert jaunâtre et très odorant comme les coings.

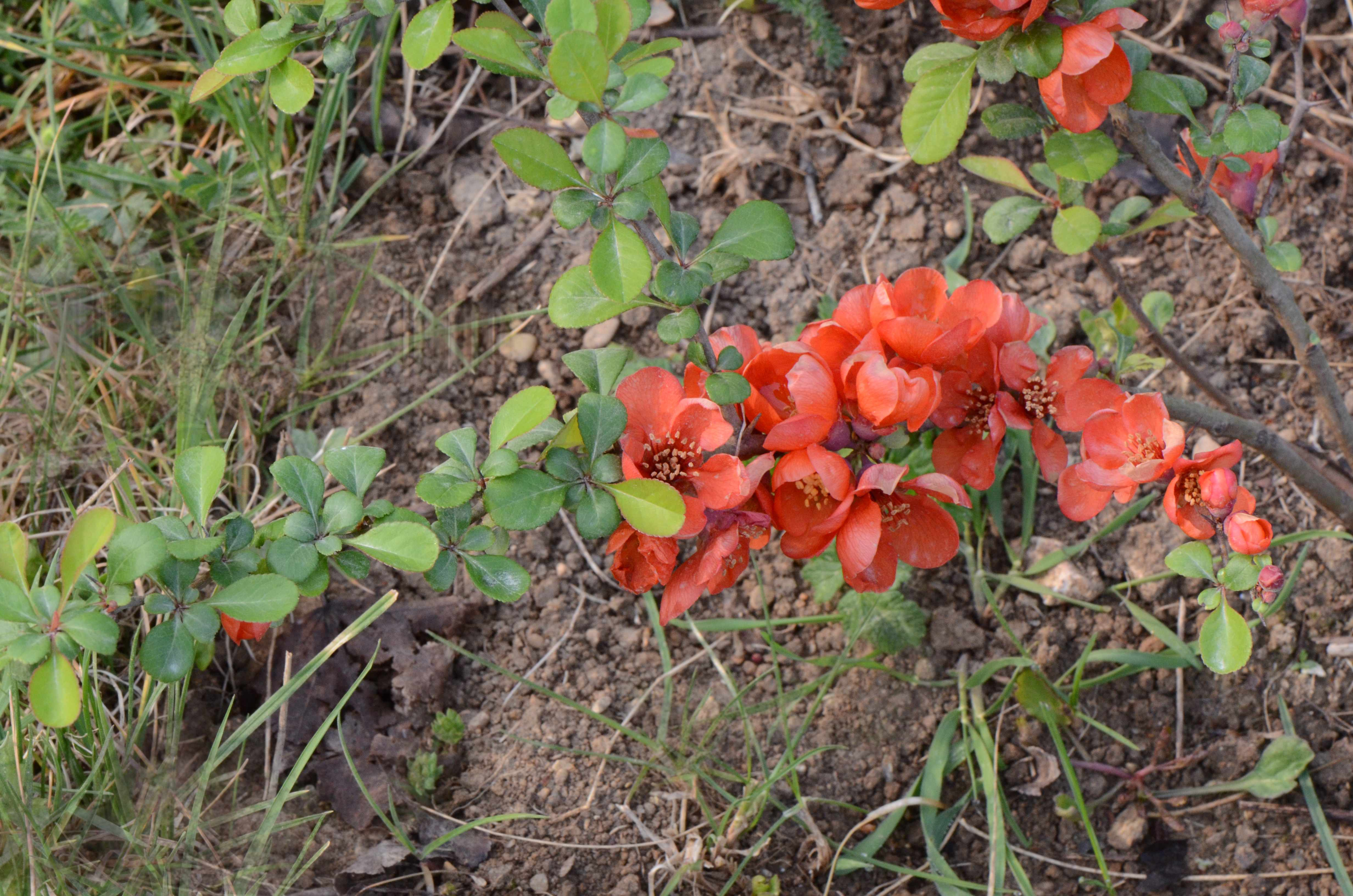
C. japonica var alpina au Jardin des Plantes de Paris.

Il existe une variété naturelle Chaenomeles japonica var. alpina (ou Cydonia sargentii) originaire des montagnes de l'île de Kyushu au Japon, caractérisée par une silhouette prostrée, et des feuilles et des fleurs plus petites. Une autre variété, trouvée près de Yokohama au Japon, développe des branches souterraines et a pour nom C. japonica var. pygmaea'.

### Cultivars
Plusieurs centaines de cultivars nommés « cognassiers du Japon » ont été sélectionnés. En 1963, Claude Weber répertoriait plus de 500 noms de cultivars de 'Japanese quinces' (cognassier du Japon), y compris ceux dont le nom ne se conforme pas au Code international de nomenclature botanique. Rarement disponible en jardinerie, l'espèce Chaenomeles japonica a été supplantée par les cultivars de Chaenomeles speciosa plus vigoureux.
Deux taxons hybridogènes obtenus par croisement intragénique de C. japonica sont reconnus :
1. groupe Superba : Chaenomeles × superba (Frahm) Rehder est un hybride C. japonica × C. speciosa obtenu vers 1900 par G. Frahm dans une pépinière allemande. Il porte des rameaux épineux et des fleurs de 3 à 5 cm de diamètre. Cet hybride est généralement nommé par les horticulteurs « Cognassier à fleurs » ou « Cognassier 'Superbe'» ou « Cognassier du Japon »[N 2]. De nombreux cultivars en ont été tirés, comme des cultivars à floraison rouge ('Boule de Feu', 'Crimson and Gold', 'Elly Mossel', 'Etna'), orange ('Clementine', 'Coral Sea'), rose ('Pink Lady', 'Pink Trail'), saumon ('Cameo' double), blanc ('Jet Trail', 'Kinshiden' vert double)
2. groupe Clarkiana : Chaenomeles × clarkiana Weber est un hybride C. cathayensis × C. japonica obtenu par W. B. Clarke en Californie. Ce croisement donna le premier cultivar Cynthia du groupe Clarkiana.

On trouve aussi des cultivars vendus dans les jardineries sous le nom de « cognassier du Japon » ou « cognassier à fleurs » qui sont des hybrides des espèces chinoises Chaenomeles cathayensis  speciosa obtenu par De Vilmorin.
Les cultivars sont de morphologie très variée : la taille de l'arbuste et la couleur des fleurs varient énormément ainsi que la présence ou non d'épines.
C. cathayensis et C. speciosa sont des arbustes de taille supérieure à C. japonica (respectivement jusqu'à 6 m pour le premier et 5 m pour le second). La taille des cultivars d'hybrides va de l'arbuste nain au grand arbuste.  La forme sauvage de C. japonica porte de longues épines mais la sélection a permis de produire des arbustes inermes.

## Répartition
Chaenomeles japonica est un petit arbuste de 60 cm à 1,20 mètre de haut poussant au centre et au sud du Japon, entre 100 et 2 100 m, sur le bord des rivières et des lacs.
En France, C. japonica est parfois subspontané.

## Usages

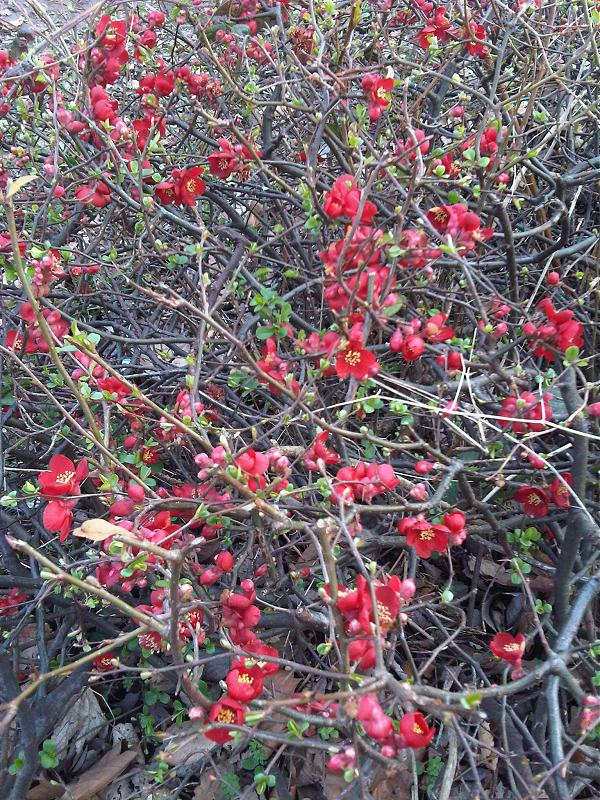
Chaenomeles japonica en fleurs, formant un enchevêtrement de branches, à Kew Gardens en Angleterre.

C'est avant tout un arbuste d'ornement, pouvant être planté isolé, en haie ornementale ou défensive ainsi que palissé contre un mur. Il donne plus de fleurs au soleil mais supporte bien la mi-ombre. Très rustique (jusqu'à −25 °C), il s’accommode de tous les types de sols. Planté en compagnie du forsythia, il donne aux premiers jours du printemps une spectaculaire opposition de touffes jaunes et rouges.
Les fruits sont comestibles lorsqu'ils sont cuits, utilisés en confiture ou en liqueur.
En Lettonie, les premières plantations importantes de C. japonica datent de 1970. En 1993, les plantations couvraient environ 300 ha, avec une production moyenne de fruits de 12-15 t/ha. La Lituanie possède aussi quelques exploitations arboricoles de cognassiers du Japon.
Les cognassiers du Japon sont bien adaptés pour faire des bonsaï. Le petit cultivar 'Hime' devient assez ramifié dès son jeune âge et donne de petites fleurs rouge intense.

## Synonymes
- (=) Chaenomeles japonica var. alpina Maxim.
- (=) Chaenomeles maulei (Mast.) Lavallée; Choenomeles maulei var. alba Nakai [≡ Chaenomeles japonica forma alba]
- (≡) Cydonia japonica (Thunb.) Pers.
- (≡) Cydonia lagenaria Loisel.
- (≡) Pyrus japonica Thunb. (basionyme)
- (=) Pyrus maulei Mast.

## Galerie

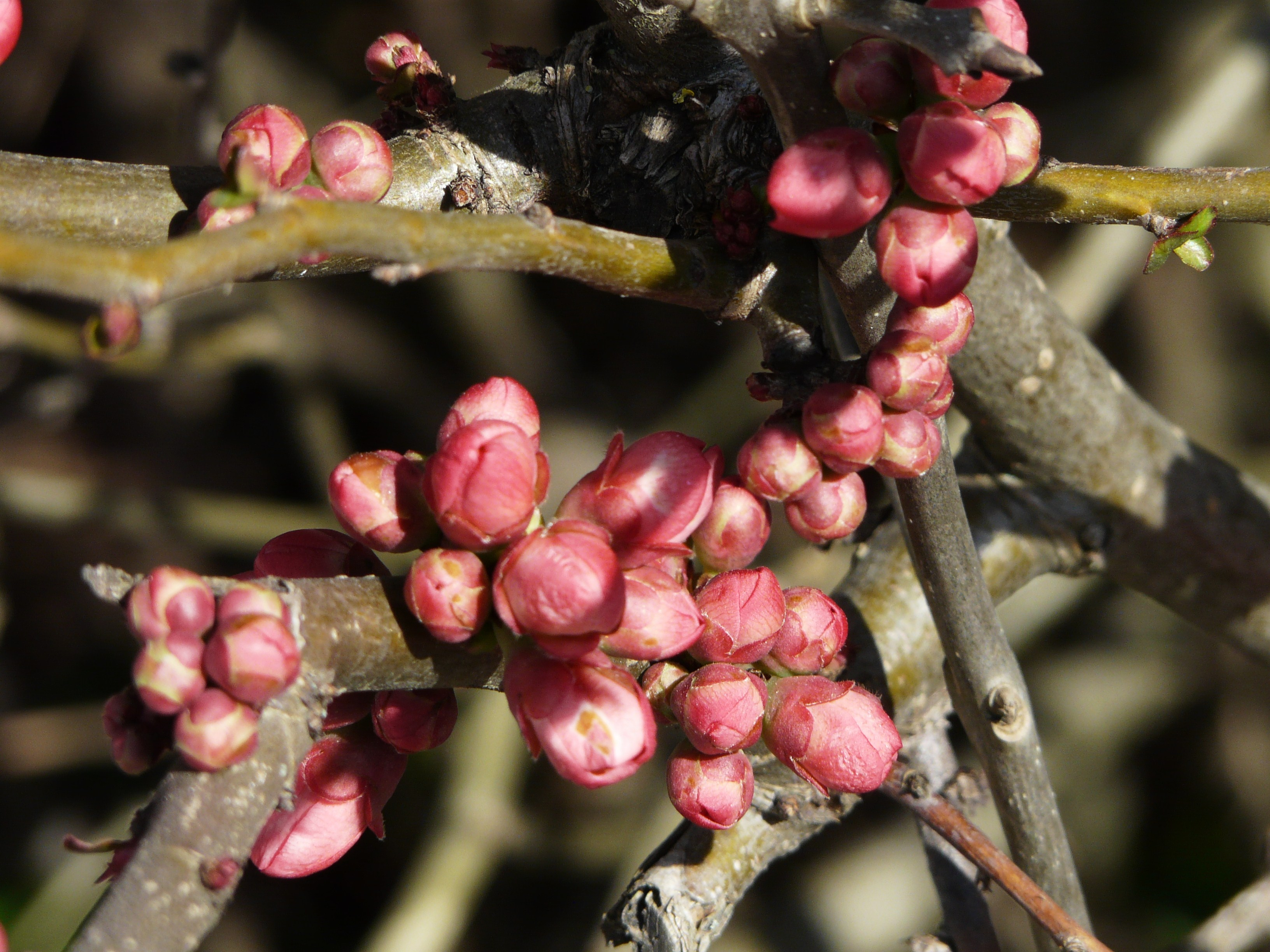
Les boutons floraux rouges.
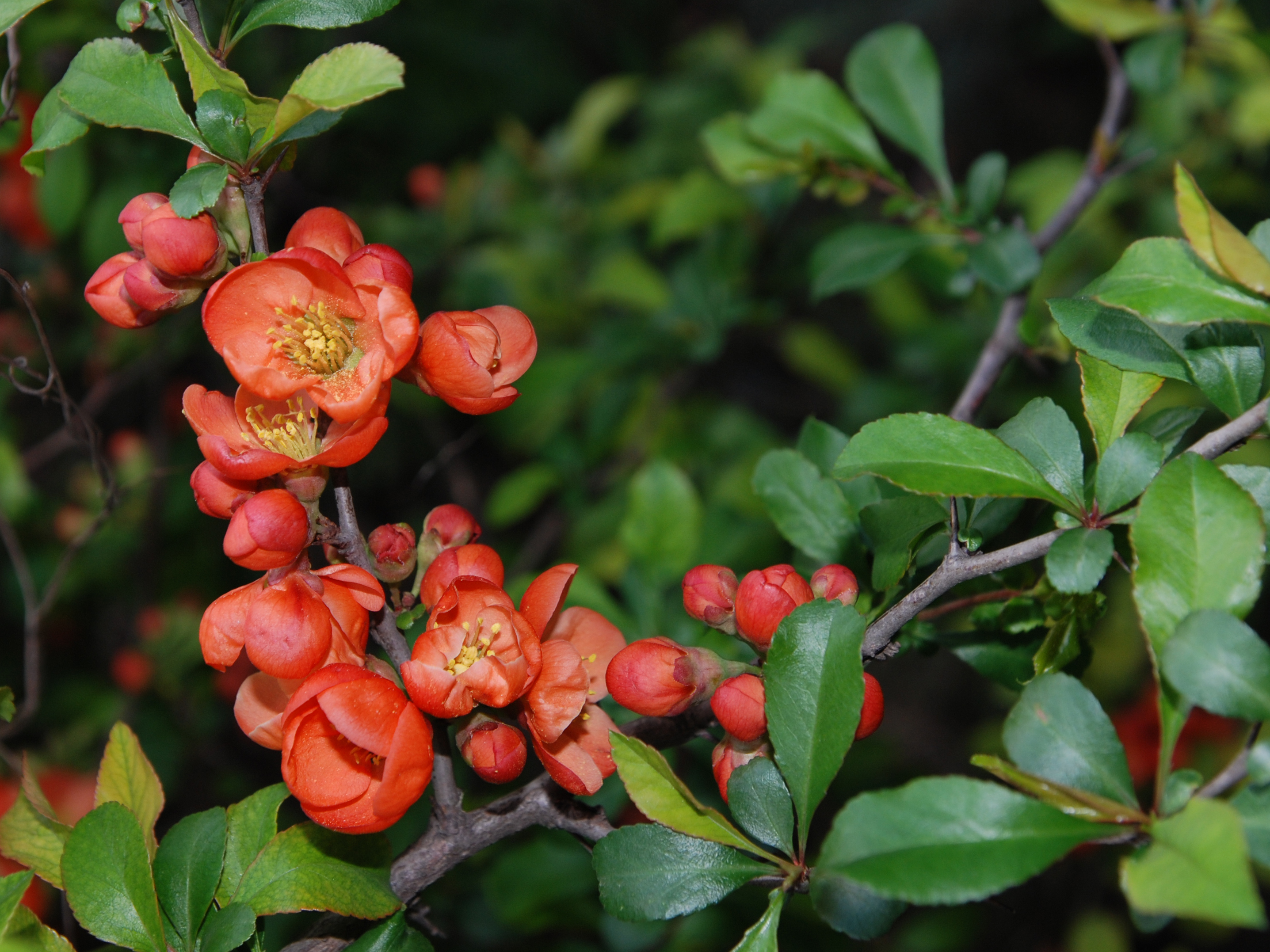
Les fleurs.
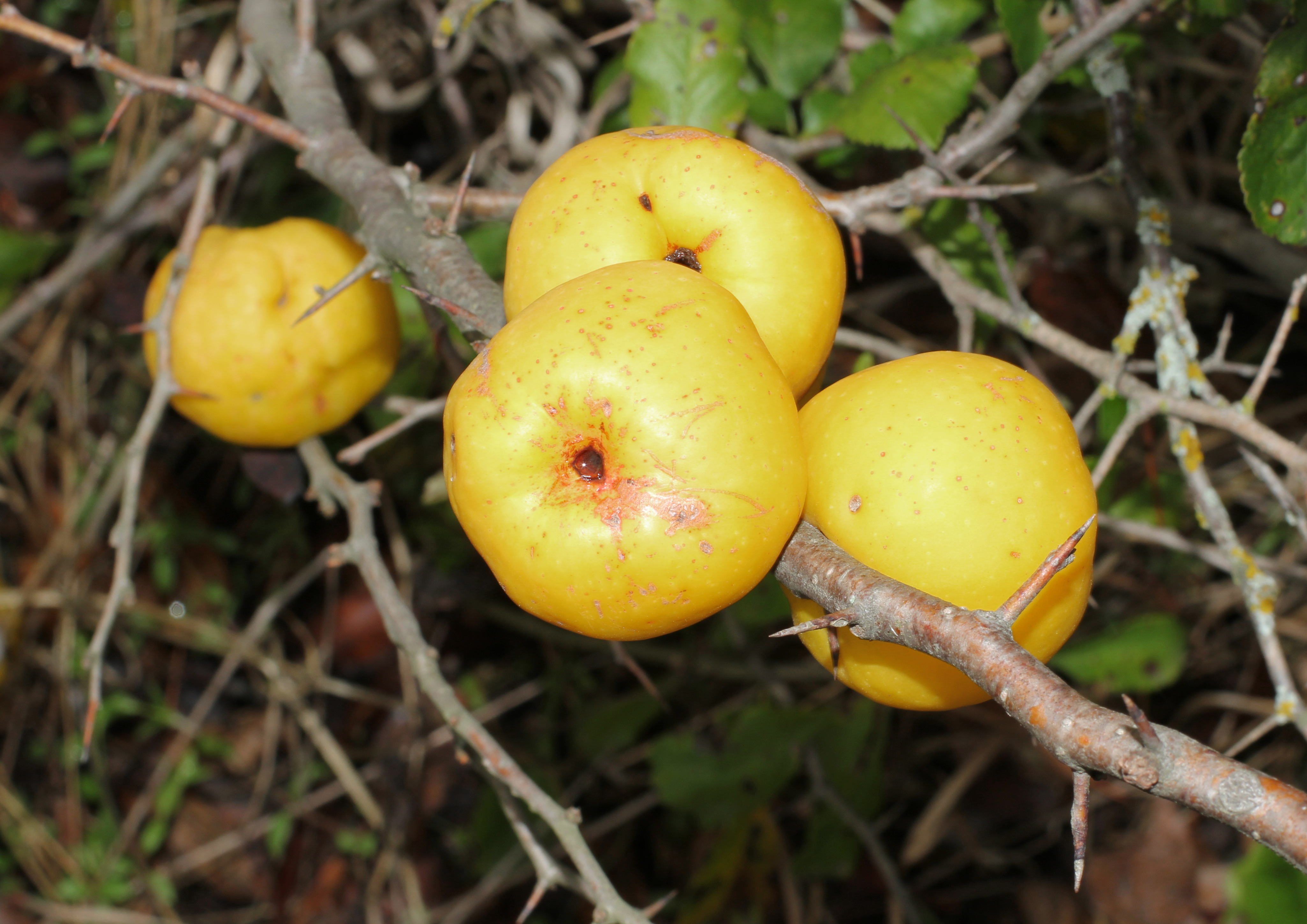
Les fruits.